# Peter Pex
Petrus Leonardus Maria (Peter) Pex (ur. 5 czerwca 1946 w Zutphen) – holenderski polityk, samorządowiec, przedsiębiorca, deputowany do Parlamentu Europejskiego (1994–1999, 2003–2004).

## Życiorys
Ukończył studia ekonomiczne na Uniwersytecie Erazma w Rotterdamie. Od 1969 do 1973 pracował jako nauczyciel w Sint Stanislas College w Delfcie, następnie do 1979 pełnił funkcję sekretarza izby gospodarczej w Demokratycznego. W latach 1970–1984 był radnym rotterdamskiej rady miejskiej, przystąpił w tym czasie do Apelu Chrześcijańsko-Demokratycznego (CDA). Od 1979 do 1984 zajmował stanowisko wicedyrektora banku Slavenburg Bank N.V., później był dyrektorem stowarzyszenia handlowego, a w 1992 założył własną firmę konsultingową.
W latach 1994–1999 i 2003–2004 sprawował mandat posła do Parlamentu Europejskiego IV i V kadencji. Należał do grupy chadeckiej, był przewodniczącym Kultury, Młodzieży, Edukacji i Środków Masowego Przekazu (1997–1999), pracował także w Komisji Polityki Regionalnej, Transportu i Turystyki.
Po 2004 powrócił do pracy w biznesie jako doradca firm holenderskich w Brukseli.